# 道の駅漢学の里しただ
道の駅漢学の里しただ（みちのえき かんがくのさとしただ）は、新潟県三条市庭月にある国道289号の道の駅である。
漢学研究者の諸橋轍次の生家、記念館がある。

## 沿革

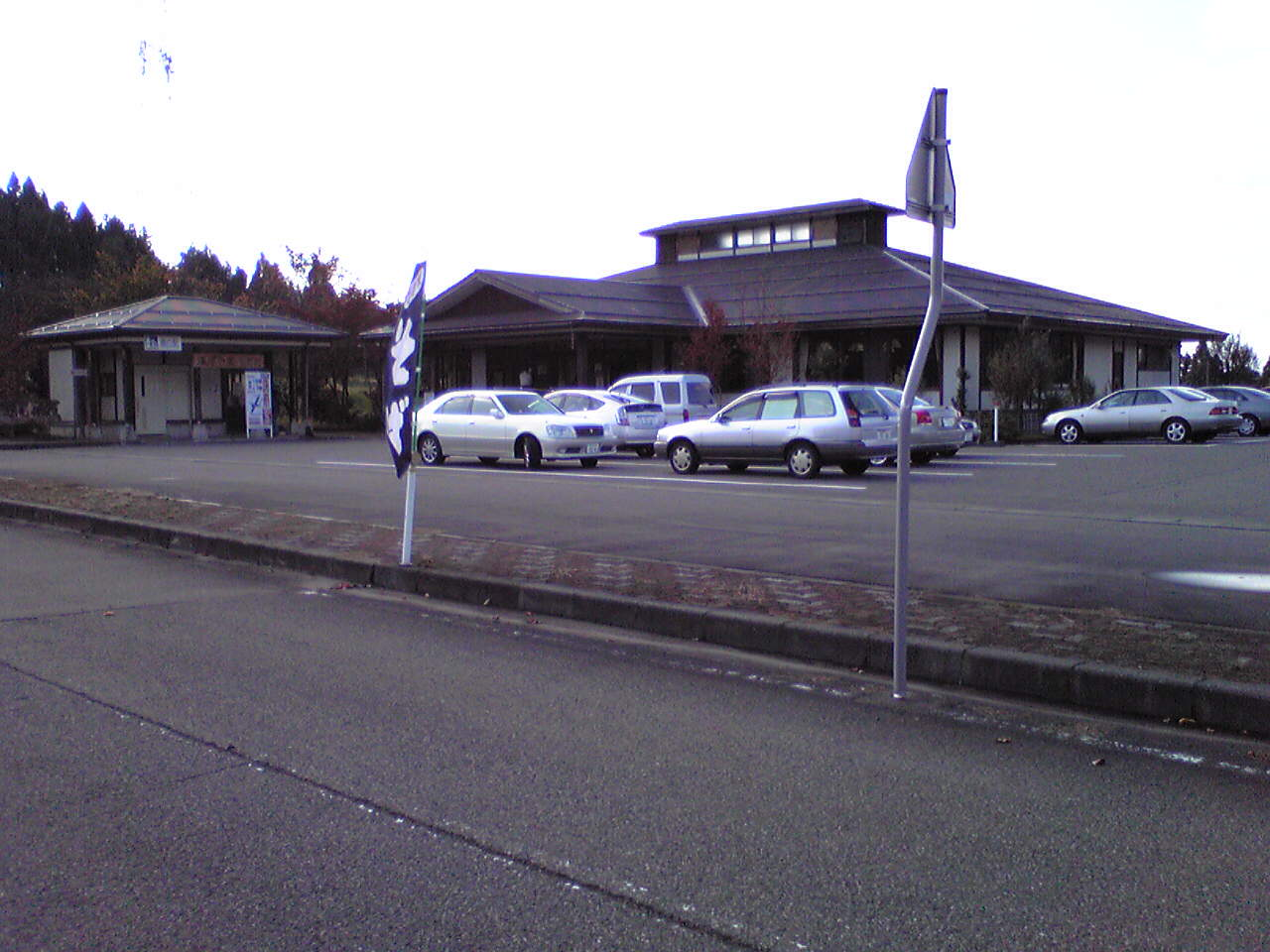
2007年頃の道の駅

2013年（平成25年）4月に農産物直売所「彩遊記」と農家レストラン「庭月庵 悟空」を含む交流拠点施設がオープンした。

## 施設
- 駐車場
  - 180台
  - 身障者用：5台
- トイレ
  - 男性用：17器
  - 女性用：10器
  - 多目的トイレ：1器
- 農産物直売所「彩遊記」
- 農家レストラン「庭月庵 悟空」

### 管理
- 三条市

### 諸橋轍次記念館

#### 概要
八木ヶ鼻の岩壁の色をイメージしたレンガ造りの建物に、諸橋轍次の遺品、遺墨、諸橋を偲ぶ人たちから寄せられた作品や貴重な資料が展示、収蔵されている。
また、諸橋が14歳まで過ごし90歳過ぎまで毎年夏休みに滞在した生家が旧来の姿のまま復元保存されている。東京都新宿区西落合の諸橋邸に建てられていた茶室「遠人村舎」（国の登録有形文化財）が生家脇に移築されている。生家の解体復元、記念館建設、駐車場整備等の費用6億円のうち1億円はふるさと創生資金から充てられた。
記念館展示室は有料だが、諸橋博士生家・遠人村舎は無料で見学可能である。

## アクセス
- 国道289号 - 登録路線
- 越後交通 「諸橋轍次記念館前」バス停（東三条駅前=八木ヶ鼻温泉 線）より徒歩すぐ

## 周辺
- 五十嵐川
- 五十嵐神社
- 八木ヶ鼻
- 下田郷のいしぶみ
- 越後長野温泉
- 笠堀ダム
- 大谷ダム